# مکانیسم دادگاه‌های بین‌المللی جنایی
مکانیسم دادگاه‌های بین‌المللی جنایی، که از آن به عنوان IRMCT یا مکانیسم نیز یاد می‌شود، یک دادگاه بین‌المللی است که در سال ۲۰۱۰ توسط شورای امنیت سازمان ملل متحد تأسیس شد تا عملکردهای باقی‌مانده از دادگاه کیفری بین‌المللی برای یوگسلاوی سابق (ICTY) و دادگاه بین‌المللی کیفری برای رواندا را انجام دهد.

## زمینه
در اوایل دهه ۱۹۹۰، شورای امنیت سازمان ملل متحد دو دادگاه کیفری تأسیس کرد که هدف آنها تحقیق و پیگرد قانونی برای افراد مسئول جنایات جنگ، جنایات علیه بشریت و نسل‌کشی بود. اولین دادگاه این دادگاه بین‌المللی کیفری یوگسلاوی سابق (ICTY) بود که در سال ۱۹۹۳ برای بررسی جنایات انجام شده در طول جنگ‌های یوگسلاوی تأسیس شد. دادگاه دوم، دادگاه بین‌المللی کیفری برای رواندا (ICTR)، سال بعد برای رسیدگی به جنایاتی که در طول نسل‌کشی رواندا انجام شد، تأسیس شد. اگرچه هر دو دادگاه به‌طور قابل ملاحظه ای تمام احکام خود را به اتمام رسانده‌اند، اما عملکردهای باقی‌مانده‌ای وجود دارد که سالها دیگر انجام خواهد شد. به عنوان مثال، محاکمه‌های بعدی ممکن است به محض دستگیری فراری‌های ICTR برگزار شود، افراد محکوم ممکن است هنوز هم برای آزادی زودهنگام درخواست کنند، ممکن است دستور محافظ برای شاهدان اصلاح شود و بایگانی‌هایی که حاوی اسناد محرمانه هستند باید محافظت شوند. به منظور نظارت بر عملکردهای باقی‌مانده ICTY و ICTR به شیوه ای کارآمد، شورای امنیت قطعنامه ۱۹۶۶ را در ۲۲ دسامبر ۲۰۱۰ تصویب کرد، که این سازوکار را ایجاد کرد.

## حکم
در قطعنامه ۱۹۶۶، شورای امنیت تصمیم گرفت که «مکانیسم باید صلاحیت، تعهدات و کارکردهای اساسی ICTY و ICTR را ادامه دهد.» شورای امنیت پیش‌بینی کرد که این مکانیسم «یک ساختار کوچک، موقت و کارآمد است که عملکرد و اندازه آن با گذشت زمان کاهش می‌یابد». این مکانیسم تا زمان تصمیم‌گیری در شورای امنیت، به فعالیت خود ادامه خواهد داد، با این وجود این موضوع در یک بررسی دو ساله از سال ۲۰۱۶ آغاز خواهد شد.
مکانیسم شامل دو شاخه است. یک شاخه عملکردهایی که از ICTR به جا مانده‌است را پوشش می‌دهد و در آروشا، تانزانیا واقع شده‌است. این فعالیت در تاریخ ۱ ژوئیه ۲۰۱۲ آغاز شد. شعبه دیگر در لاهه، هلند واقع شده و از ۱ ژوئیه ۲۰۱۳ شروع به کار کرد. در دوره اولیه کار مکانیسم، همپوشانی موقت با ICTR و ICTY اتفاق افتاد زیرا این مؤسسات کارهای برجسته را درمورد هرگونه محاکمه یا مراحل تجدیدنظر که از تاریخ شروع شعبات مربوط مکانیزم در انتظار هستند، انجام می‌دهند.

## قضات

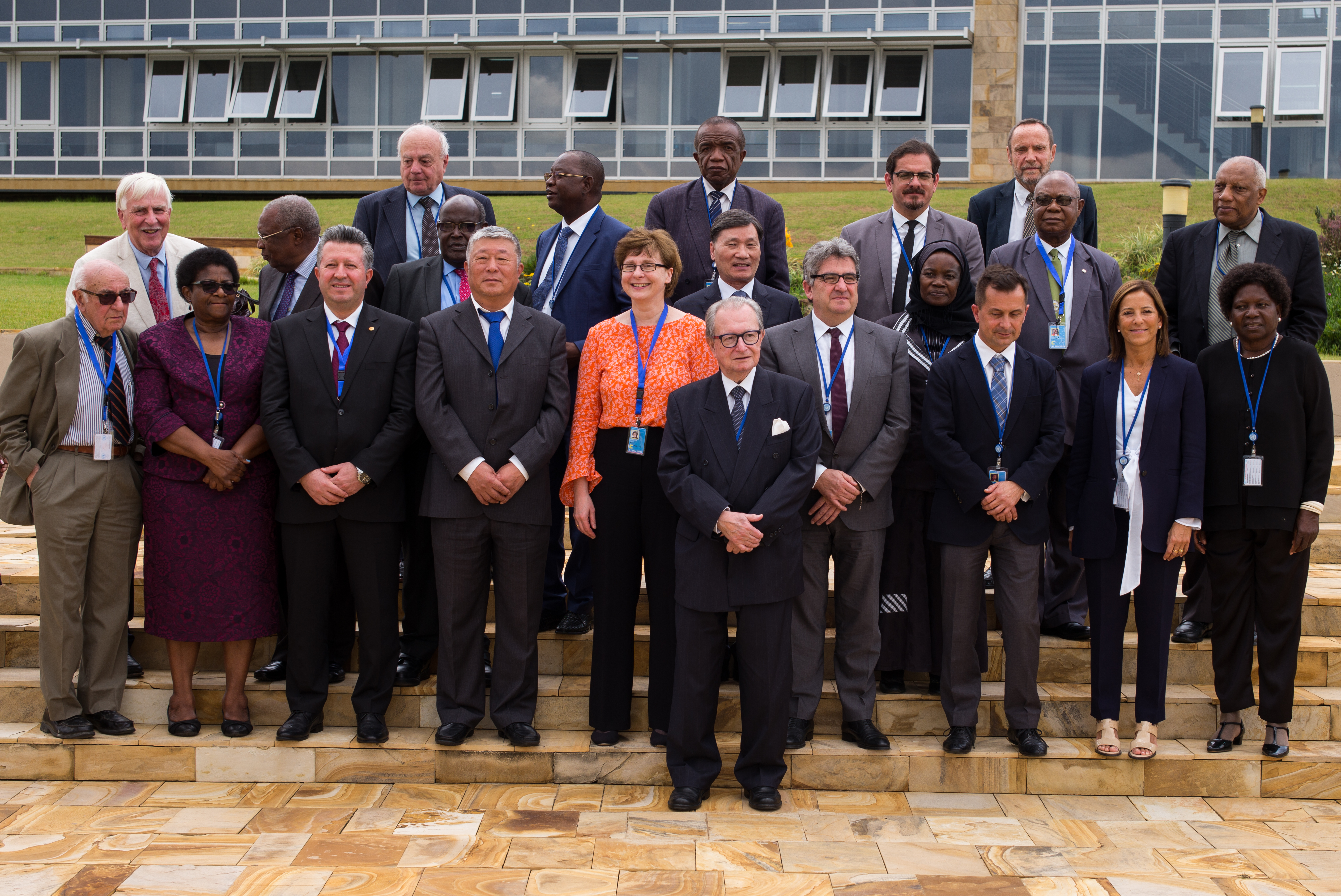
اعضای دادگاه بین الملل

قضات مکانیزم توسط فهرست منتخب شورای امنیت به دنبال نامزدهای کشورهای عضو سازمان ملل توسط مجمع عمومی انتخاب می‌شوند. قضات به مدت چهار سال خدمت می‌کنند و با مشورت روسای شورای امنیت و مجمع عمومی می‌توانند توسط دبیرکل منصوب شوند. قضات فقط در صورت لزوم و به درخواست رئیس در مکانیزم حضور دارند. تا آنجا که ممکن است، قاضیان وظایف خود را از راه دور انجام می‌دهند.